# Toftir
Toftir es un pueblo de las Islas Feroe y se encuentra al sur de la isla Eysturoy, en el lado este de Skálafjørður donde es uno de una serie de pueblos que forman una amplia solución de 10 km. Toftir está situado en el municipio de Nes Kommuna donde es capital.

## Historia
El asentamiento de Toftir se remonta al período landnám (asentamiento). Según la tradición local, solo una mujer sobrevivió a la Peste negra (1348-1350), que dejó la aldea en ruinas; de ahí el nombre Toftir, que significa "ruinas". Se dice que el nombre de la aldea antes de la peste negra era Hella, que significa "pendiente", que se refiere a la ladera de pendiente gradual sobre la que se construyó la aldea.

## Datos Generales
- Toftir es parte de una cadena de aldeas se extiende sobre una distancia de 10 kilómetros en el lado este de Skálafjørður (fiordo) en Eysturoy.

- Toftir tiene un puerto pesquero en la ciudad.

- La iglesia en Toftir fue construido en 1994.

- Código Postal: FO 650 DE 650.

- Zona Horaria: GMT , UTC+0 GMT, UTC +0.

- La selección de fútbol del pueblo es Toftir B68. Su Estadio deportivo está ubicado en las colinas por encima de las aldeas, Se llama Svangaskarð.